# Una
Una é um município brasileiro no interior e sul do estado da Bahia. Seu nome significa, em língua tupi, "preto", numa alusão à coloração do rio que banha a cidade. O município foi criado em 2 de agosto de 1890.

## História
Os primeiros desbravadores do território que atualmente integra o município de Una foram D. Maria Clementina Henriqueta e seus familiares que ocuparam as terras no ano de 1770, requerendo a sesmaria a Rodrigo José de Meneses e Castro, então capitão da Capitania da Bahia. Em 26 de julho de 1787, a sesmaria foi-lhes concedida pela rainha de Portugal, Maria I, com três léguas de frente e uma de fundo, situada na confluência dos rios Una e Cachoeira (atual Sapucaeira). A fazenda recebeu o nome de São José.
Em 18 de setembro de 1809, a Fazenda São José foi arrematada por Manuel de Sousa. Logo depois, foram chegando colonos alemães, austríacos, poloneses, russos e baianos, que formaram nova povoação na embocadura do Rio Maruim, afluente do Rio Una pela margem esquerda e próximo à foz. Em virtude das águas escuras do rio, o povoado recebeu a denominação de Una, nome de origem tupi-guarani que significa "preto".
Anos depois, devido às mudanças climáticas, a povoação foi tragada pelo mar. Seus habitantes construíram uma nova povoação, distante quatro milhas do lugar original, onde hoje é o atual distrito de Pedras. A povoação manteve o nome Una.
No governo provisório do Marechal Hermes Ernesto da Fonseca, no dia 2 de agosto de 1890, foi criado o município de Una, que até então pertencia ao município de Canavieiras. Em 15 de agosto desse mesmo ano, foram instaladas a vila e a Câmara Municipal. A sede era a antiga Vila de Una, hoje o povoado de Pedras.
Por ter o desmembramento ocorrido sem a devida delimitação de terras do novo município, houve uma reanexação. Foi chamado o topógrafo Dr. Manoel Almeida, em 1904, para a demarcação de terras da localidade. Durante um período, ele fica intercalando sua moradia entre o Amazonas e o município de Una, então, depois de um tempo, Dr Almeida decide ficar definitivamente em Una e começa a cultivar na região, melhorando a economia, com a cultura de cacau, piaçava e seringa. Dessa forma, tornou-se um influente político e, mais tarde, o prefeito de Una.
A lei estadual número 1.326, de 23 de agosto de 1923, proclamou a supressão e a transferência da sede do distrito para o povoado de Cachoeirinha (atual sede de Una). Em 2 de agosto de 1924, foi criada a Vila de Cachoeirinha, com território desmembrado do município de Canavieiras, com sede na povoação de Cachoeirinha. O convênio de limites foi assinado pelos intendentes Francisco Muniz Barreto e Antonio de Melo, em 9 de novembro de 1926 e publicado no Diário Oficial de Canavieiras de 11 de dezembro do mesmo ano.
Em 1 de janeiro de 1939, a Vila de Cachoeirinha foi elevada à categoria de cidade, com a denominação de Una, cuja composição administrativa é constituída de três distritos: o da sede (cidade de Una), o de Arataca e o de Itatingui (ex-Pratas).

### Influência cultural

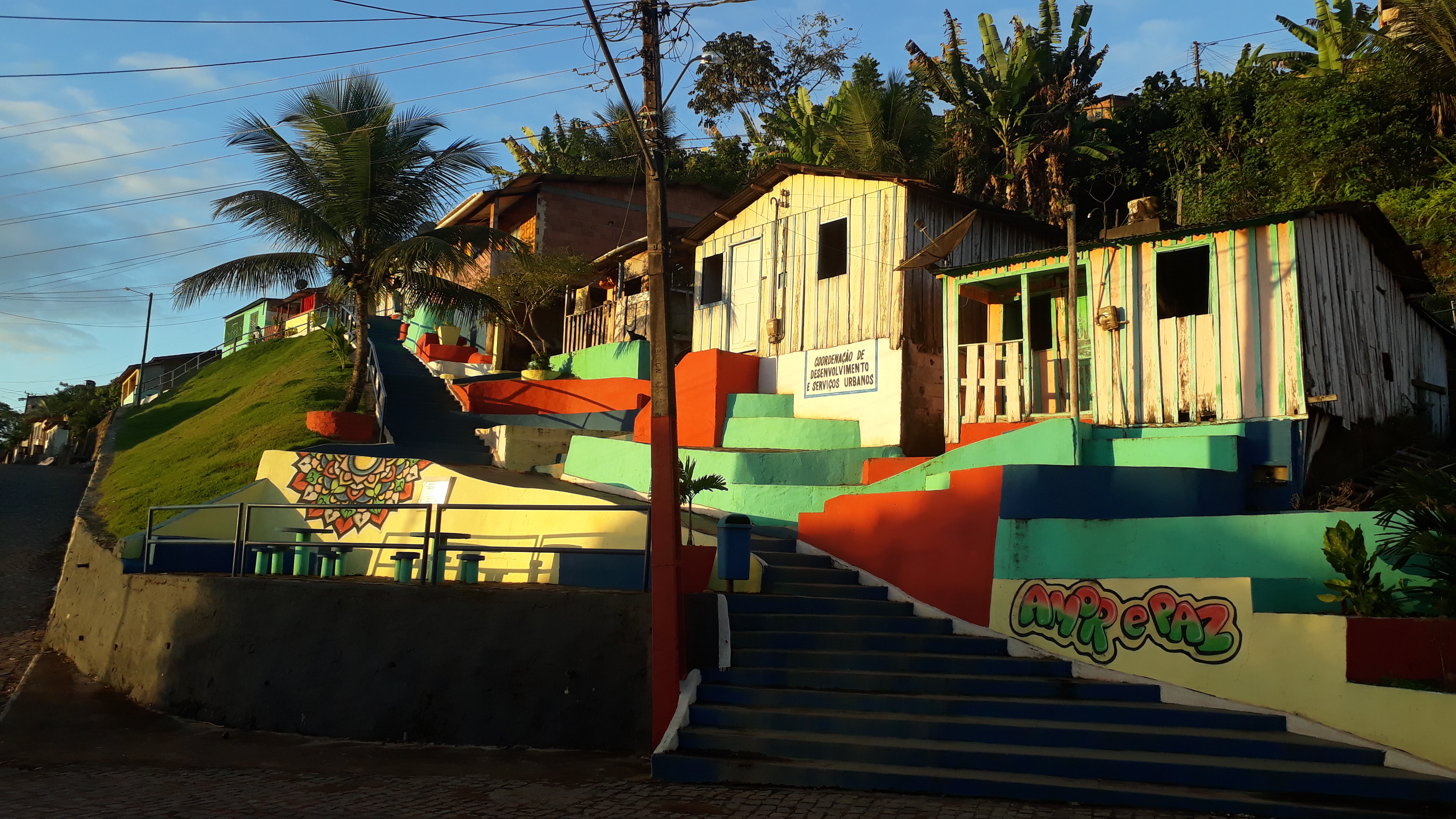
Conjunto de casas localizadas na Avenida Presidente Kennedy

O núcleo populacional do município se formou a partir das diversas culturas de diferentes povos, que imigraram para o município em diferentes períodos , como alemã, belga, japonesa, polonesa, que se acomodaram perto dos rios Una e Maroim.
No século XIX, principalmente no final, o município recebeu uma grande quantidade de imigrantes vindos da Europa, cerca de 1.825 pessoas. A família alemã, Fuchs, foi uma delas. Eles chegaram ao Brasil logo no início do século, foi a primeira família a se destacar na região e construíram uma grande fazenda chamada Cachoeirinha na vila.
Durante a década de 1950, o governo brasileiro decidiu povoar a Bahia, atraindo imigrantes japoneses para o estado.  Para isso criou colônias  japonesas; com o intuito de desenvolver áreas do estado, até então, improdutivas. A que mais se destacou foi a de Una que que possuía parceria com o órgão responsável por divisão de terra e empréstimos, o INIC (Instituto Nacional de Imigração e Colonização). Além disso, Una foi a primeira cidade do nordeste a receber os japoneses na segunda chamada dos imigrantes. Esse triunfo deu-se por conta da boa qualidade da terra para plantar e uma localização perto do mar, que era o maior interesse desses imigrantes.
O interesse  interesse dos  belgas pelo município começou quando representantes do Instituto de Cacau foram visitar a Bélgica, antes mesmo de virem para o Brasil. Em 1963, um grupo de imigrantes belgas se transferiu para o Nordeste brasileiro, mais especificamente para Una.

## Política

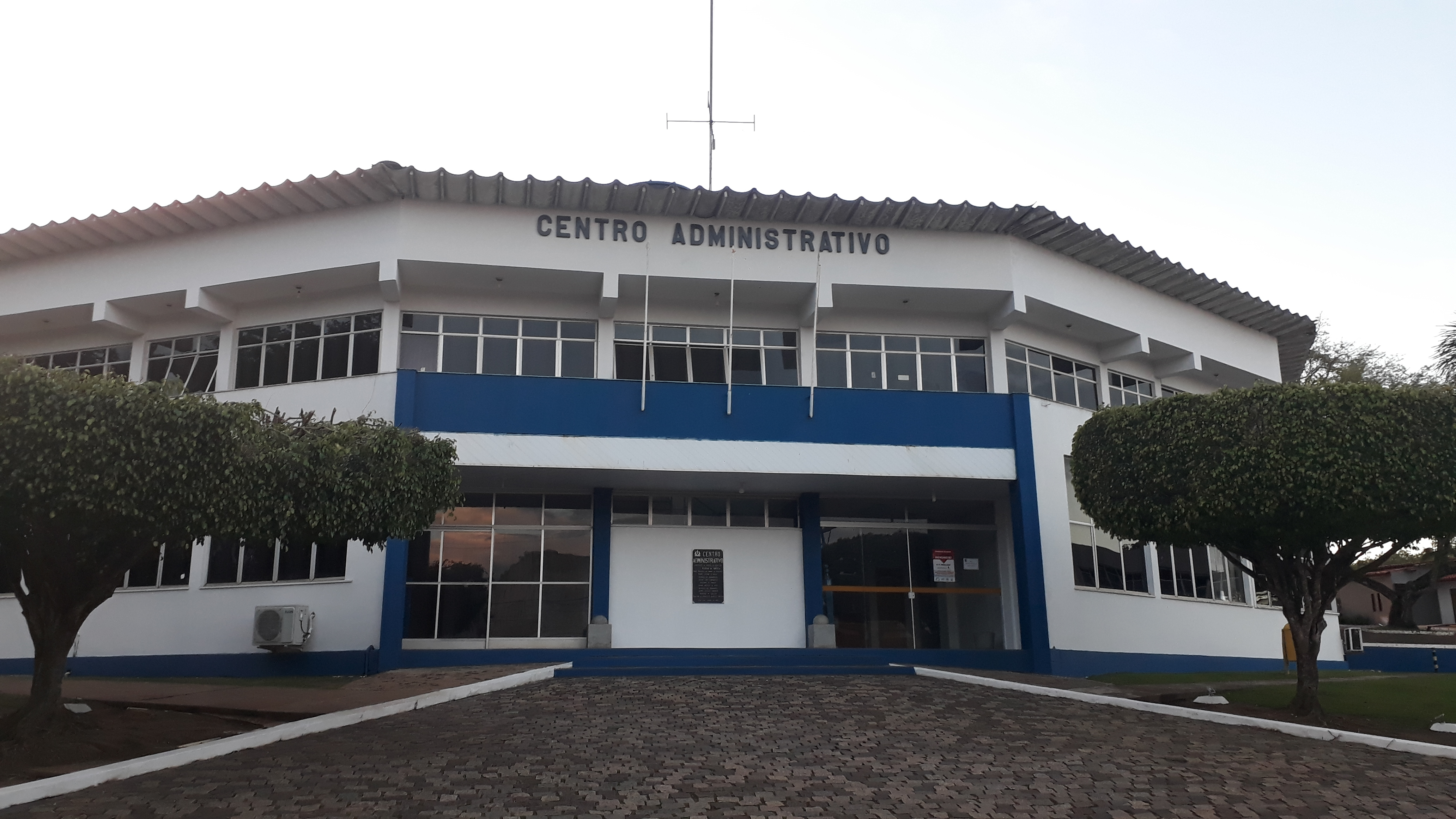
Prefeitura de Una

### Intendentes
- 1890/1899 – Manoel Vieira (Intendente do Conselho Municipal da Vila de Una)
- 1890 - Antonio Diogo Neto, Presidente; Alexandre José Queiroz Guimarães, 1º Secretario e Pedro José Damásio, 2º Secretario (Mesa Diretora do Conselho)
- 1900/1909 - Major João David Fuchs
- 1910/1912 - João Clímaco Vieira[7]

## Geografia

### Meio ambiente

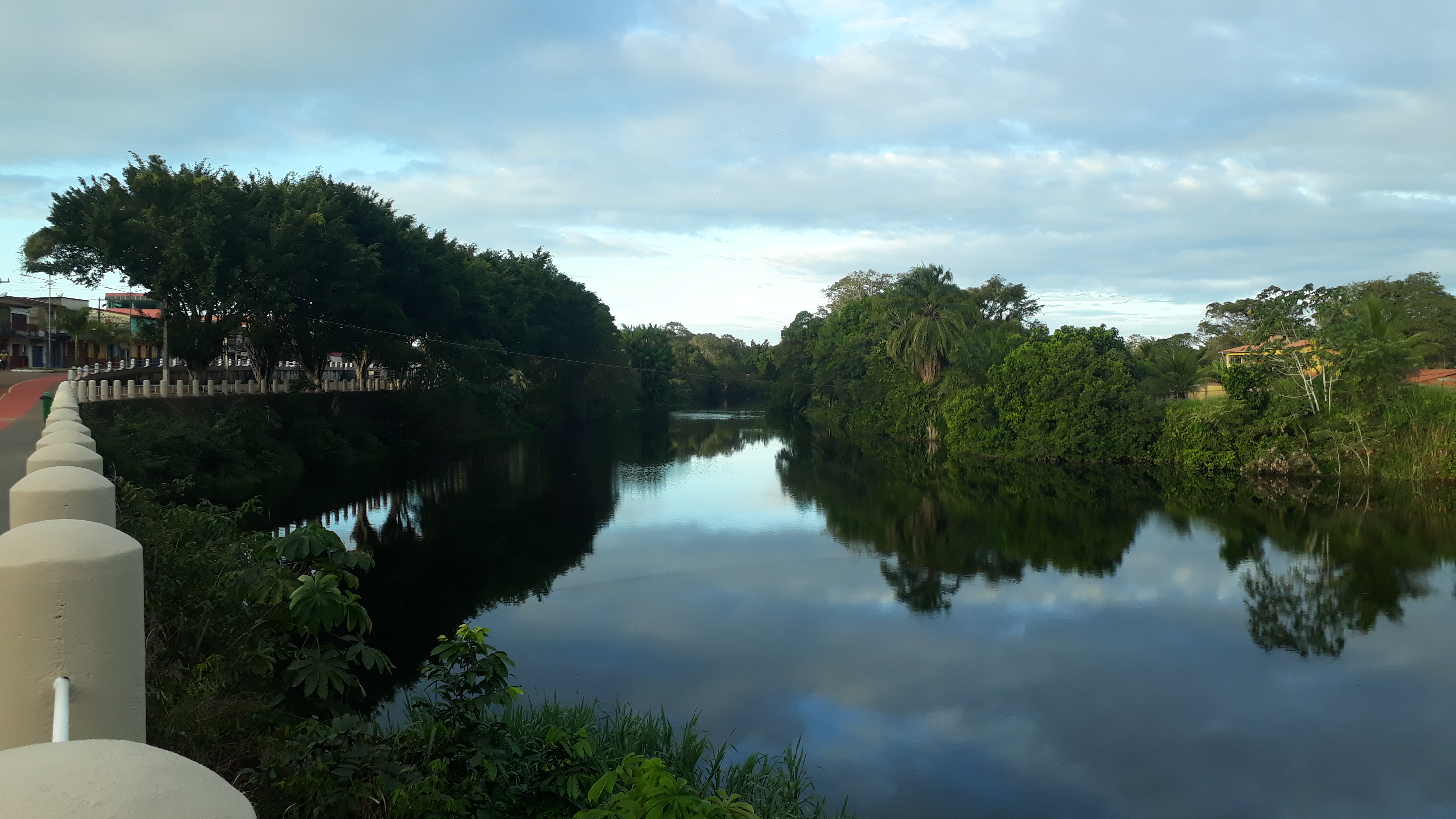
Rio Una no município

A diversidade ambiental de Una permite a coexistência de várias espécies de animais, contendo, inclusive, espécies ameaçadas de extinção. Dentre esses ambientes, estão a Reserva Biológica de Una (Ecoparque de Una), constituída de mata atlântica e a Reserva Particular do Patrimônio Natural Araraúna (Lençóis Belgas).
Os mamíferos característicos do município são: o tatu (Dasypus sp.), o jupati (Philander opossum), o cachorro-do-mato (Cerdocyon thous), na ilha de Comandatuba. Na mata Atlântica estão presentes o mico-leão-de-cara-dourada (Leontopithecus chrysomelas) e a preguiça-de-coleira (Bradypus torquatus), estes dois últimos ameaçados de extinção, e no mangue o guaxinim (Procyon cancrivorus) e o sagui (Callithrix kuhli).
Existem cerca de noventa espécies de aves, dentre elas o maçarico (Tringa sp.) e o gavião-carcará (Polyborus plancus). Na praia, o sabiá-da-praia (Mimus gilvus), única espécie endêmica da restinga, o pica-pau-de-cabeça-vermelha (Dryocopus lineatus), o pica-pau-branco (Melanerpes albicans), o periquito-testa (Aratinga aurea), o suiriri-do-gado (Machethornis rixoxus), o sanhaço-do-coqueiro (Thraupis palmarum), na parte central da Ilha de Comandatuba e a garça-azul (Florida caerulea) e o gavião-pinhé (Milvago chimachima) no mangue.
Répteis com destaque são o calango-verde (Ameiva ameiva), o calango catenda (Tropidurus torquatus), a jibóia (Boa constrictor) e quatro espécies de tartaruga-marinha ameaçadas de extinção: tartaruga de pente (Eretmochelys imbricata), verde (Chelonia mydas), cabeçuda (Caretta caretta) e olivácea (Lepidochelys olivacea).
A fauna marinha é rica em peixes, entre os quais o robalo (Centropomus ssp.), a tainha (Mugil ssp.) e a pescada (Cynoscion sp.) - no canal e próximo da praia; o cação-martelo (Sphyrna sp.), o dourado (Coryphaena hippurus), o marlin-azul (Makaira nigricans), o sailfish (Istiophorus platypterus) e o atum (Thunus sp.) - na região oceânica.
Os invertebrados mais importantes são caranguejos como o guaiamum (Cardissoma guanhumi), encontrado em terreno seco, o uçá (Ucides cordatus), o aratu (Goniopsis cruentata), o siri-do-mangue (Callinectes sp.) e os chama-maré (Uca ssp.), no mangue; o grauçá (Ocypode quadrata) e o siri-da-areia (Arenaeus cribarius), na praia.

## Economia
A economia do município de Una na Bahia é baseada na agricultura e no extrativismo, principalmente na produção de coco, açaí, cupuaçu, piaçava, dendê e palmito, e no turismo.

## Educação
A primeira escola do município foi localizada no povoado de Pedras, tendo como professora a Senhora Ana Vieira. Não existia prédio escolar, as aulas eram ministradas na casa de D. Hélvia Bandeira.
Em 1937, Maria da Conceição Almeida começou a lecionar no povoado de Pedras, turmas de 1ª a 4ª série com aproximadamente 40 alunos.
Quando, em 1939, Una foi elevada à categoria de cidade, possuía escola para dois sexos. Neste mesmo ano é inaugurado no dia emancipação politica 02 de agosto, com um prédio escolar Grupo Escolar André Rebouças. Simultaneamente a escola do sexo feminino passa a funcionar na sede da Prefeitura Municipal, posteriormente foi transferida para o Grupo Escolar André Rebouças sob direção da Prof Maria da Conceição Almeida.
Em 1940, a Prof Robélia Dias é transferida para o Grupo Escolar André Rebouças, com sua turma do sexo masculino. A partir deste ano inicia o funcionamento de classes com classificação por série, sendo abolida as classes separadas por sexo.
No povoado de Colônia de Una, localizado a 9 km da sede do município, em 1953 foi fundada a Escola Cândido Romero Pessoa, nome dado em homenagem ao agrónomo do Instituto de Colonização do Brasil (INCRA), qual morreu neste mesmo ano vitima de um acidente de avião.
Inicialmente a escola é instalada num barracão de ripa coberto de palhas de jussara, que para época era mais econômico e até mesmo bonito. No inicio da colonização os alunos, na sua maioria eram filhos de japoneses os quais tornaram-se- atração do povoado. Neste período é promovidos todos os anos no mês de setembro, uma festa cívica com desfile público. Na qual apresentava a toda comunidade à riqueza da cultura japonesa, isso tudo sob coordenação da "Professora Conça".
No que se refere ao nível de escolaridade dos professores, no ano de 1970 a instalação do escritório da CEPLAC e implantação da Estação Experimental Djalma Bahia proporcionou uma melhoria, visto que a cidade durante muito tempo sofreu com a carência de profissionais qualificados. Os novos funcionários do órgão dentre eles técnicos e engenheiros, se dispuseram a dar aulas no Ginásio Municipal Alice Fuchs de Almeida sem receber renumeração alguma apenas contribuindo desta forma para o progresso da educação no município.
Em relação à educação rural, no período de 1976 a 1983 é instalado no município O Projeto Pólo Nordeste. Um projeto criado pelo Governo Federal, tinha como objetivo desenvolver a zona rural dos municípios e simultaneamente atender alunos. Uma pareceria do Governo Federal os Estados e os Municípios. Na Bahia existiam três núcleos de Supervisão Coordenação, Teixeira de Freitas, Eunápolis e Una. Este projeto deu uma alavancada na educação rural do município. Construía, equipava, montava e oferecia cursos de capacitação aos professores. A verba vinha pelo Banco do Brasil, o mesmo era responsável em repassar o dinheiro para a prefeitura, e este poderia ser acessado através de empréstimos por pequenos produtores desde que fossem conveniados ao Banco. Para coordenar as atividades do projeto existiam, supervisores que faziam visitas quinzenais nas escolas.
No ano de 2001 a rede municipal de ensino contava com 5 escolas na sede e 71 na zona rural, atendendo a uma população estudantil de mais 8.271 alunos.
As principais escolas no ano de 2022 são:
| Escolas da zona rural                                            | Escolas em zona urbana                                                     |
| ---------------------------------------------------------------- | -------------------------------------------------------------------------- |
| Escola Petronilia Xavier (hoje pertence ao município de Arataca) | Escola Estadual Menandro Menahim- Estadual (fundamental e médio)           |
| Escola Áurea Sobral (Divisa de Una - São José)                   | Grupo Escolar André Rebouças- Municipal (básico)                           |
| Escola do Salobro (KM 10-Una /Santa Luzia)                       | Escola Anísio Teixeira - Municipal (básico)                                |
| Escola da Vila Jequié                                            | Colégio Municipal Alice Fuchs de Almeida - Municipal (fundamental e médio) |
| Escola da Fazenda Palestina                                      | Escola David Soares Pinheiro - Municipal (básico)                          |
| Escola da Região das Cutias                                      | Escola Santa Rita- Municipal                                               |
|                                                                  | Creche municipal Frei Silvério                                             |

## Turismo

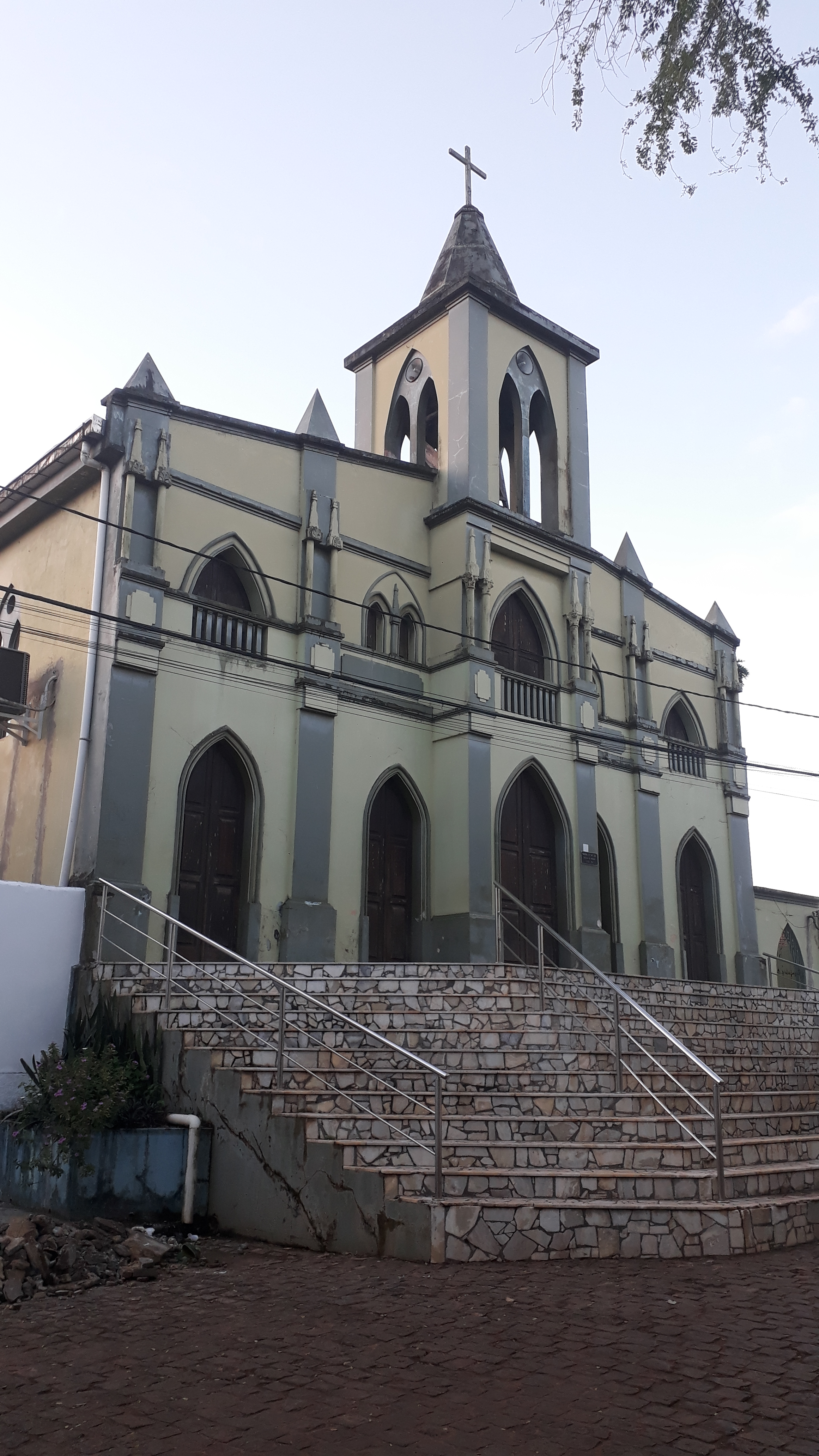
Igreja São José

Una está a 65 km de Ilhéus, neste município está a sofisticada Ilha de Comandatuba, com hotéis de luxo e aeroporto. A Mata Atlântica e as corredeiras do rio Una, banhos de lama negra e as praias lindíssimas estão entre os principais atrativos do município. As praias são margeadas por amplos coqueirais, destacam-se as de Comandatuba, Itapororora, Independência, Lençóis e Ilha do Desejo.
A Mata Atlântica é referência mundial, pois Una possui a maior biodiversidade vegetal do planeta. A Reserva Biológica de Una, área de conservação e proteção integral administrada pelo Governo federal, onde se pode avistar uma das mais belas florestas do mundo por uma passarela de mais de 20 metros de altura, construída na copa das árvores.
A Ilha de Comandatuba, uma estreita faixa de terra separada do continente, com fauna e flora intocada em meio a um vasto coqueiral, é um verdadeiro deleite para os fãs de esportes náuticos. Na ilha está instalado um dos maiores resorts do Brasil, o Transamerica Comandatuba, que possui até um aeroporto particular.
Nos povoados de Comandatuba e Pedras de Una, artesãos e pescadores preservam o modo de vida tradicional, que pode ser mais bem evidenciado durante a popular puxada de mastro. A igreja do padroeiro local, São Sebastião, construída pelos jesuítas, conserva as características arquitetônicas de séculos antigos. A estrutura turística é de causar inveja. Ela conta com muitas pousadas e restaurantes, além de lojas de artesanato e uma escola de tapetes e cangas artesanais.